# Air Nostrum
Air Nostrum, også kendt som Iberia Regional, er et regionalt flyselskab fra Spanien. Selskabet har hovedkontor på Valencia Lufthavn i Valencia, og hub på Barcelona Lufthavn og Madrid-Barajas Lufthavn. 
Selskabet fløj i maj 2012 ruteflyvninger til 51 destinationer i det meste af Europa. Flyflåden bestod af 63 fly med en gennemsnitsalder på 5.5 år. Heraf var der syv eksemplarer af ATR 72, 34 Canadair CRJ-200, elleve Canadair CRJ-900, samt ti eksemplarer af Canadair CRJ-1000 som de største fly i flåden med plads til 110 passagerer. Air Nostrum flyver primært under Iberias rutenumre, men har bl.a. 2015-2018 også udført wetlease for SAS under SK-numre.

## Historie
Selskabet blev etableret den 23. maj 1994 under navnet Líneas Aéreas del Mediterraneo/Air Nostrum, og begyndte flyvninger i december samme år. I maj 1997 underskrev selskabet en franchise aftale med flyselskabet Iberia. Året efter overtog Air Nostrum det Iberia ejede flyselskab Binter Mediterraneo, og overførte derefter alle operationer til Air Nostrum.
Air Nostrum er ejet af Nefinsa (74.8%), Caja Duero (22.2%) og Air Nostrums ledelse (3%). I 2007 var der over 2.000 ansatte.